# Партія бразильського демократичного руху
Партія бразильського демократичного руху (ПБДР) (порт. Partido do Movimento Democrático Brasileiro, PMDB) — політична партія Бразилії, одна з найвпливовіших партій країни.
Партія заснована 1980 року. На виборах 2006 партія набрала 89 з 513 місць у парламенті. На виборах 2010 року кількість місць у Палаті депутатів знизилась до 79, хоча вона продовжує бути найбільшою фракцією в Сенаті. Є найвпливовішою після Партії трудящих, політичною силою в сучасному бразильському уряді.
В цілому додержується центристської та популістської політики, хоча включає представників протилежних політичних течій — націоналістів, консерваторів, лівих лібералів і навіть ветеранів Революційного руху 8 жовтня.